# Frederick Calvert, 6. Baron Baltimore

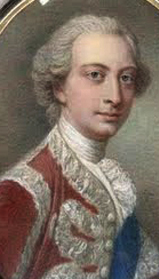
Frederick Calvert, 6. Baron Baltimore, um 1760

Frederick Calvert, 6. Baron Baltimore (* 6. Februar 1732 in England; † 4. September 1771 in Neapel) war ein britischer Adliger, Autor und Politiker, sowie Lord Proprietor der Kolonie Maryland.

## Leben
Frederick Calvert war der älteste Sohn von Charles Calvert, 5. Baron Baltimore, aus dessen Ehe mit Mary Janssen. Er wurde am Eton College ausgebildet. Beim Tod seines Vaters erbte er 1751 dessen irischen Adelstitel als Baron Baltimore und die Besitzrechte als Lord Proprietor von Maryland. Da er noch minderjährig war, stand er bis 1753 unter der Vormundschaft des Francis North, 2. Baron Guilford. In der Kolonie Maryland sah er hauptsächlich eine Einkommensquelle, die er von Gouverneuren verwalten ließ (Horatio Sharpe und Robert Eden) und deren Probleme ihn nicht weiter kümmerten. In seine Zeit als Lord Proprietor fällt zwischen 1763 und 1767 die Vermessung der Mason-Dixon-Linie, der bis heute gültigen Grenze zwischen Pennsylvania und Maryland, um Streitigkeiten mit der Familie Penn aus Pennsylvania zu schlichten. Er betätigte sich auch als Autor und wurde 1767 als Fellow in die Royal Society aufgenommen.
Am 9. März 1753 heiratete er Lady Diana Egerton (1732–1758), Tochter des Scroop Egerton, 1. Duke of Bridgewater. Die Ehe blieb kinderlos. Stattdessen fiel er durch seinen Er fiel als Libertin auf und hatte er aus drei außerehelichen Beziehungen fünf illegitime Kinder. Aus einer Beziehung mit Hester Whelan hatte er einen Sohn, Henry Harford (1758–1834), und eine Tochter, Frances Mary Harford (* 1759), die 1784 Hon. William Frederick Wyndham, Sohn des Charles Wyndham, 2. Earl of Egremont, heiratete. Aus einer Beziehung mit Elizabeth Dawson aus Lincolnshire hatte er die Zwillingstöchter Sophia und Elizabeth Hales (* 1765). Aus einer Beziehung mit Elizabeth Hope aus Münster hatte er eine Tochter, Charlotte Hope (* 1770).
Im Jahr 1768 wurde er in England wegen Vergewaltigung angeklagt, aber freigesprochen. Er verließ daraufhin England und reiste bis zu seinem Tod durch Europa. Zuvor verkaufte er die meisten seiner Ländereien, insbesondere auch seinen Familiensitz Woodcote Park bei Epsom in Surrey, an John Trotter, einen reichen Polsterer aus Soho. 1771 starb Lord Baltimore in Neapel. Da er keine legitimen Nachkommen hinterließ, erlosch sein Adelstitel mit seinem Tod. Er wurde in Epsom in Surrey bestattet. Sein illegitimer Sohn Henry Harford wurde sein Nachfolger als Lord Proprietor der Kolonie Maryland.

## Werke
- A tour to the East, in the years 1763 and 1764. With Remarks on the City of Constantinople and the Turks. Also Select Pieces of Oriental Wit, Poetry and Wisdom. London 1767.
- Gaudia poetica Latina, Anglica, et Gallica Lingua Composita. London 1770.